# Ulemannssiepen
Ulemannssiepen ist eine Hofschaft in Hückeswagen im Oberbergischen Kreis im Regierungsbezirk Köln in Nordrhein-Westfalen (Deutschland).

## Lage und Beschreibung
Ulemannssiepen liegt im nördlichen Hückeswagen an der Kreisstraße K2 nahe der Stadtgrenze zu Remscheid. Nachbarorte sind Remscheid-Dorpmühle, Hangberg, Engelshagen, Steffenshagen, Höhsiepen, Braßhagen und Goldenbergshammer. 
An Ulemannssiepen fließt der gleichnamige Bach Ulemannssiepen vorbei, der kurz darauf im Bach Dörpe mündet.

## Geschichte
1532 wurde der Ort vermutlich das erste Mal urkundlich erwähnt: „Geradt, dessen Hausfrau und Mutter tom Sypen sind in einer Einwohnerliste aufgeführt“. Die Lokalisierung ist aber unsicher, eine andere mögliche Deutung ist Höhsiepen. Schreibweise der Erstnennung: tom Sypen.